# Julian Hope (2e baron Glendevon)
Julian John Somerset Hope, 2e baron Glendevon (6 mars 1950-29 septembre 2009) est un producteur d'opéra britannique.

## Biographie
Julian Hope est le fils aîné de John Hope (1er baron Glendevon) et de son épouse, Mary Elizabeth Maugham, qui est auparavant mariée à Vincent Paravicini et est le seul enfant du romancier William Somerset Maugham par sa maîtresse d'alors et plus tard épouse, Syrie Wellcome, fille du fondateur de Barnardo's. Son parrain est Anthony Eden (1897-1977). Il a un frère, Jonathan, et deux demi-frères, Camilla et Nicholas Paravicini. Le fils de ce dernier est Derek Paravicini, le savant autiste aveugle et le prodige musical.
Il succède à son père en 1996.
Lord Glendevon fait ses études au collège d'Eton et à Christ Church, à Oxford. Il est producteur résident à l'Opéra national du pays de Galles de 1973 à 1979 et producteur associé au Festival de Glyndebourne de 1974 à 1981. Son travail est également vu au Festival de Wexford, à l'Opéra de San Francisco, à l'opéra de Dallas et à Paris.
Il travaille également pour le cinéma et la télévision, supervisant les partitions musicales de Princess Caraboo et Onegin.
Il ne s'est jamais marié et, à sa mort, son titre passe à son jeune frère, Jonathan Hope.